# Ponta de Pedras
Ponta de Pedras este un oraș în Pará (PA), Brazilia.